# 王理恵のスローな気分で…
王理恵のスローな気分で…（おうりえのすろーなきぶんで）はかつてRKB毎日放送（RKBラジオ）で放送されていた朝のトーク番組である。

## 番組概要
毎週、様々な人をゲストに招き、食育・健康・文化などについて語る番組。

番組の後半に「理恵の1分レシピ」のコーナーを設けてあり、野菜や果物に関しての知識を語る。

## 放送時間
- 土曜日 17:35〜17:45（JST）

### 過去の放送時間
- 土曜日 5:30〜5:40(JST)
  - このときの番組名は「王理恵のスローな朝に…」である。

## パーソナリティ
- 王理恵